# Maurice Tamisier
Pour les articles homonymes, voir Tamisier.
 (juillet 2025).
La mise en forme du texte ne suit pas les recommandations de Wikipédia : il faut le « wikifier ».
Les points d'amélioration suivants sont les cas les plus fréquents. Le détail des points à revoir est peut-être précisé sur la page de discussion.
- Les titres sont pré-formatés par le logiciel. Ils ne sont ni en capitales, ni en gras.
- Le texte ne doit pas être écrit en capitales (les noms de famille non plus), ni en gras, ni en italique, ni en « petit »…
- Le gras n'est utilisé que pour surligner le titre de l'article dans l'introduction, une seule fois.
- L'italique est rarement utilisé : mots en langue étrangère, titres d'œuvres, noms de bateaux, etc.
- Les citations ne sont pas en italique mais en corps de texte normal. Elles sont entourées par des guillemets français : « et ».
- Les listes à puces sont à éviter, des paragraphes rédigés étant largement préférés. Les tableaux sont à réserver à la présentation de données structurées (résultats, etc.).
- Les appels de note de bas de page (petits chiffres en exposant, introduits par l'outil «  Source ») sont à placer entre la fin de phrase et le point final[comme ça].
- Les liens internes (vers d'autres articles de Wikipédia) sont à choisir avec parcimonie. Créez des liens vers des articles approfondissant le sujet. Les termes génériques sans rapport avec le sujet sont à éviter, ainsi que les répétitions de liens vers un même terme.
- Les liens externes sont à placer uniquement dans une section « Liens externes », à la fin de l'article. Ces liens sont à choisir avec parcimonie suivant les règles définies. Si un lien sert de source à l'article, son insertion dans le texte est à faire par les notes de bas de page.
- La présentation des références doit suivre les conventions bibliographiques. Il est recommandé d'utiliser les modèles {{Ouvrage}}, {{Chapitre}}, {{Article}}, {{Lien web}} et/ou {{Bibliographie}}. Le mode d'édition visuel peut mettre en forme automatiquement les références.
- Insérer une infobox (cadre d'informations à droite) n'est pas obligatoire pour parachever la mise en page.

Pour une aide détaillée, merci de consulter Aide:Wikification.
Si vous pensez que ces points ont été résolus, vous pouvez retirer ce bandeau et améliorer la mise en forme d'un autre article.
Victor Noël Maurice Tamisier est un voyageur français, né le 23 décembre 1810 à Ginestas (Aude) et mort le 10 décembre 1875 à Fontainebleau.

## Voyages
Dans le cadre du projet de percement de l'isthme de Suez, le Saint-simonien Barthélemy  Prosper Enfantin envoie Maurice Tamisier avec Lamy en reconnaissance dans la mer Rouge pour un voyage qui se déroulera du 9 décembre 1833 au 26 septembre 1834. En 1835, il renvoie Maurice Tamisier accompagné d'Edmond Combes dans la mer Rouge, visiter la côte du Yémen jusqu'à Moka puis l'Abyssinie. Ils explorent l'est du lac Tana et poussent jusqu'à Ankober. Ce voyage s'étendra du 11 février 1835 au 13 mars 1837.  
De retour en France, les deux voyageurs reçoivent la Légion d'honneur en avril 1838 et la médaille d'argent de la Société de géographie de Paris l'année suivante.
Contrairement à Combes, Maurice Tamisier cesse de s'intéresser à l'Afrique et se lance dans les affaires.
À sa mort, il est professeur.

## Contribution à la connaissance de l'Abyssinie
Le journal du voyage des adeptes de Saint-Simon représente la première initiative française dans la "Corne de l'Afrique".  Ils ont tout particulièrement porté leur attention sur la condition des femmes, des esclaves et des artisans.

## Citations
« [...] nous avons adopté la forme du dialogue [...] elle nous a paru la plus naturelle [...] si vous arrivez dans un pays, [...] vous désirez connaître les cheikhs, les tribus, leur mœurs, leur histoire, n'est-ce pas en vous adressant à un homme du pays que vous y parviendrez ? [...] il s'établira nécessairement une conversation, un dialogue [...] nous nous y sommes conformés. »

— Maurice Tamisier,  Voyages en Arabie, séjour dans le Hedjaz, campagnes d’Assis.

## Publications
- Edmond Combes et Maurice Tamisier, Voyage en Abyssinie, dans le pays de Choa et d’Ifat, précédé d’une excursion dans l’Arabie heureuse (1835–1837), Paris, Louis Desessart, 1838 (réimpr. 1843: chez Passart) (1re éd. 1838), 4 tomes, carte dépliante en fin de 4e tome
- Maurice Tamisier, Voyages en Arabie, séjour dans le Hedjaz, campagnes d’Assis, Louis Desessart, Paris, 1840; 2 volumes. Réimpression: Akademische Druck- u. Verlagsanstalt, Graz, Austria, 1976, 2 volumes, en ligne sur google books